# Dipterocarpus cornutus
Dipterocarpus cornutus är en tvåhjärtbladig växtart som beskrevs av William Turner Thiselton Dyer. Dipterocarpus cornutus ingår i släktet Dipterocarpus och familjen Dipterocarpaceae. Inga underarter finns listade i Catalogue of Life.